# Eleotris
Eleotris is een geslacht van straalvinnige vissen uit de familie van slaapgrondels (Eleotridae). Het geslacht is voor het eerst wetenschappelijk beschreven in 1763 door Gronovius.

## Soorten
- Eleotris acanthopoma Bleeker, 1853
- Eleotris amblyopsis (Cope, 1871)
- Eleotris andamensis Herre, 1939
- Eleotris annobonensis Blanc, Cadenat & Stauch, 1968
- Eleotris aquadulcis Allen & Coates, 1990
- Eleotris balia Jordan & Seale, 1905
- Eleotris brachyurus Bleeker, 1849
- Eleotris daganensis Steindachner, 1870
- Eleotris fasciatus Chen, 1964
- Eleotris feai Thys van den Audenaerde & Tortonese, 1974
- Eleotris fusca (Forster, 1801)
- Eleotris lutea Day, 1876
- Eleotris macrocephala (Bleeker, 1857)
- Eleotris macrolepis (Bleeker, 1875)
- Eleotris mauritianus Bennett, 1832
- Eleotris melanosoma Bleeker, 1853
- Eleotris melanura Bleeker, 1849
- Eleotris oxycephala Temminck & Schlegel, 1845
- Eleotris pellegrini Maugé, 1984
- Eleotris perniger (Cope, 1871)
- Eleotris picta Kner, 1863
- Eleotris pisonis (Gmelin, 1789)
- Eleotris pseudacanthopomus Bleeker, 1853
- Eleotris sandwicensis Vaillant & Sauvage, 1875
- Eleotris senegalensis Steindachner, 1870
- Eleotris soaresi Playfair, 1867
- Eleotris tecta Bussing, 1996
- Eleotris tubularis Heller & Snodgrass, 1903
- Eleotris vittata Duméril, 1861
- Eleotris vomerodentata Maugé, 1984